# Martin Konečný
Martin Konečný (Praga, 6 de agosto de 1984) es un deportista checo que compitió en gimnasia artística. Ganó una medalla de bronce en el Campeonato Europeo de Gimnasia Artística de 2006, en la prueba de suelo.

## Palmarés internacional
| Campeonato Europeo | Campeonato Europeo       | Campeonato Europeo | Campeonato Europeo |
| Año                | Lugar                    | Medalla            | Prueba             |
| ------------------ | ------------------------ | ------------------ | ------------------ |
| 2006               | Ámsterdam (Países Bajos) | Medalla de bronce  | Suelo              |